# Rezerwat przyrody Komory
Rezerwat przyrody Komory – leśny rezerwat przyrody utworzony w 1987 r. na terenie gminy Gostynin (powiat gostyniński).
Celem ochrony jest zachowanie w stanie naturalnym zbiorowisk boru mieszanego, grądu z pomnikowymi dębami i olsu oraz szuwarów porastających południowo-wschodnie brzegi Jeziora Lucieńskiego.
Rezerwat znajduje się na terenie Gostynińsko-Włocławskiego Parku Krajobrazowego.